# Saliastrum myrtilli
Saliastrum myrtilli är en svampart som först beskrevs av Allesch., och fick sitt nu gällande namn av Kujala 1946. Saliastrum myrtilli ingår i släktet Saliastrum, divisionen sporsäcksvampar och riket svampar.   Inga underarter finns listade i Catalogue of Life.